# Archibald Bower

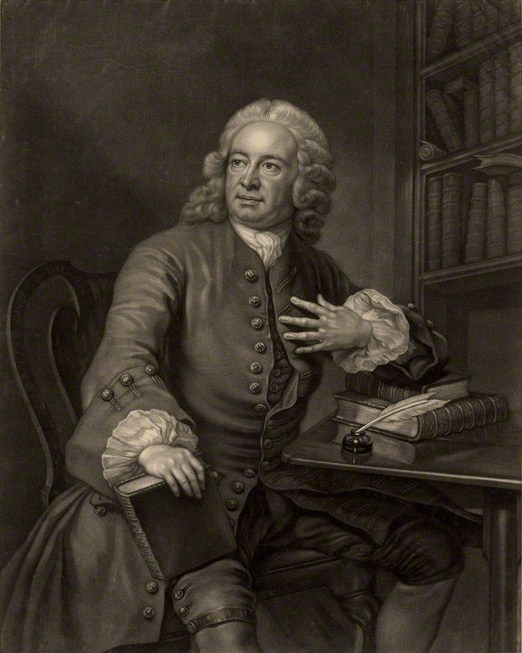
Archibald Bower

Archibald Bower (* 17. Januar 1686 in Dundee; † 6. September 1766 in London) war ein schottischer Historiker, der für seine mehrfachen Religionswechsel bekannt wurde. 
Aufgewachsen ist er bei seinen Eltern, welche Zimmerleute waren. 1702 wurde er auf ein katholisches schottisches College in Douai geschickt. In Rom trat er 1710 in den Jesuitenorden ein und unterrichtete im Orden Geschichte sowie Philosophie. Nach einem Aufenthalt in verschiedenen italienischen Städten trat er 1726 aus den Jesuitenorden aus und  floh nach England. Nach mehreren Treffen mit Samuel Clarke und George Berkeley trat er aus der katholischen Kirche aus und konvertierte zum Protestantismus. Von 1735 bis 1744 war er Mitarbeiter bei The Universal History und steuerte zu diesem 65-bändigen Werk die Geschichte Roms bei.

## Werk
- History of the Popes (sieben Bände; London 1748 bis 1766; von Friedrich Eberhard Rambach in zehn Bänden (Magdeburg 1751 bis 1780) in die Deutsche Sprache übertragen)